# Исмаилов, Махмуд Исмаилович
Махмуд Исмаилович Исмаилов (1929—2010) — советский и таджикистанский ботаник, член-корреспондент АН Республики Таджикистан (1991).

## Биография
Окончил Узбекский государственный университет им. А.Навои (1949).
- младший, старший научный сотрудник (1955—1960), директор (1960—1967) Душанбинского ботанического сада Института ботаники АН Таджикской ССР.
- 1967—1993 — зав. кафедрой ботаники Таджикского государственного университета им. В. И. Ленина.
- 1993—1998 — директор Института ботаники АН РТ.
- 1998—2008 — главный научный сотрудник Института леса ЛХПО «Таджиклес» Республики Таджикистан.

Научные интересы: фитоценология, систематика и интродукция растений.
Доктор биологических наук (1976), профессор (1980). Член-корреспондент АН Республики Таджикистан (1991).
Отличник народного образования Таджикской ССР. Заслуженный деятель науки РТ. Награждён медалями «За доблестный труд. В ознаменование 100-летия со дня рождения В. И. Ленина», «Ветеран труда», Почётной грамотой Президиума Верховного Совета Тадж. ССР.
Сочинения:
- Можжевельники СССР : ботанико-географическое и систематическое исследование рода Juniperis L. в связи с его происхождением и эволюцией : диссертация … доктора биологических наук : 03.00.05. — Ташкент, 1974. — 381 с. : ил.
- Краткий русско-таджикский ботанический словарь [Текст] / Сост. М. И. Исмаилов ; Отв. ред. акад. М. Н. Нарзикулов. — Душанбе : Дониш, 1978. — 131 с.; 20 см.